# آنری ویلبر
آنری ویلبر (فرانسوی: Henri Vilbert‎؛ ۶ آوریل ۱۹۰۴ – ۱۹ آوریل ۱۹۹۷) هنرپیشه اهل فرانسه بود.
از فیلم‌هایی که وی در آن نقش داشته‌است، می‌توان به منون، مادام بوواری، توجه، بچه‌ها نگاهمان می‌کنند، سیاهرگ طلایی، کنت دو مونت-کریستو، رم ساعت ۱۱:۰۰، سامسون اشاره کرد.